# Цисянь (Кайфын)
Цися́нь (кит. упр. 杞县, пиньинь Qǐ xiàn) — уезд городского округа Кайфын провинции Хэнань (КНР). Уезд назван в честь царства, существовавшего в этих местах в древнее время.

## История
В древности в этих местах находилось царство Ци, впоследствии завоёванное более могущественными соседями. После того, как царство Цинь завоевало все прочие царства и создало первую в китайской истории централизованную империю, здесь был создан уезд Юнцю (雍丘县). В эпоху Пяти династий при империи Поздняя Цзинь он был переименован в Цисянь, но при империи Поздняя Хань ему было возвращено название Юнцю. Окончательно название Цисянь уезд получил во времена чжурчжэньской империи Цзинь.
В 1949 году был создан Специальный район Чэньлю (陈留专区), и уезд вошёл в его состав. В 1952 году Специальный район Чэньлю был присоединён к Специальному району Чжэнчжоу (郑州专区). В 1955 году власти Специального района Чжэнчжоу переехали в Кайфын, и он был переименован в Специальный район Кайфын (开封专区). В 1970 году Специальный район Кайфын был переименован в Округ Кайфын (开封地区). В 1983 году Округ Кайфын был расформирован, и уезд перешёл в подчинение властям Кайфына.

## Административное деление
Уезд делится на 8 посёлков и 13 волостей.

## Экономика
Уезд является крупным центром выращивания овощей в теплицах и на открытом грунте. По состоянию на 2024 год в Цисяне насчитывалось более 8 тыс. теплиц для выращивания овощей общей площадью более 500 га.